# U.S. Route 41
U.S. Route 41 is een noord-zuid United States Highway en loopt van het schiereiland in Michigan naar Miami over een lengte van meer dan 3000 km. Tot 1949 werd het zuidelijke deel in Florida (van Naples naar Miami) U.S. Route 94 genoemd.

## Staten
De staten waar de weg door heen loopt zijn:
- Florida
- Georgia
- Tennessee
- Kentucky
- Indiana
- Illinois
- Wisconsin
- Michigan

## Voetnoten
1. 1 2  Droz, Robert V. U.S. Highways : From US 1 to (US 830). URL accessed 22:46, 20 February 2006 (UTC).

1 ·
2 ·
3 ·
4 ·
5 ·
6 ·
7 ·
8 ·
9 ·
10 ·
11 ·
12 ·
13 ·
14 ·
15 ·
16 ·
17 ·
18 ·
19 ·
20 ·
21 ·
22 ·
23 ·
24 ·
25 ·
26 ·
27 ·
28 ·
29 ·
30 ·
31 ·
32 ·
33 ·
34 ·
35 ·
36 ·
37 ·
38 ·
39 ·
40 ·
41 ·
42 ·
43 ·
44 ·
45 ·
46 ·
48 ·
49 ·
50 ·
51 ·
52 ·
53 ·
54 ·
55 ·
56 ·
57 ·
58 ·
59 ·
60 ·
61 ·
62 ·
63 ·
64 ·
65 ·
66 ·
67 ·
68 ·
69 ·
70 ·
71 ·
72 ·
73 ·
74 ·
75 ·
76 ·
77 ·
78 ·
79 ·
80 ·
81 ·
82 ·
83 ·
84 ·
85 ·
87 ·
89 ·
90 ·
91 ·
92 ·
93 ·
94 ·
95 ·
96 ·
97 ·
98 ·
99 ·
101 ·
131 ·
163 ·
199 ·
340 ·
400 ·
412 ·
425